# P
P (pe, minuskuła: p) – szesnasta litera alfabetu łacińskiego, dwudziesta druga litera alfabetu polskiego i oznacza głoskę [p].

## Inne reprezentacje litery P
| Sygnalizacja                            | Sygnalizacja       | Sygnalizacja | Język migowy | Język migowy | Język migowy | Alfabet Braille’a |
| flaga Międzynarodowego Kodu Sygnałowego | Alfabet semaforowy | Kod Morse’a  | francuski    | kanadyjski   | polski       | Alfabet Braille’a |
| --------------------------------------- | ------------------ | ------------ | ------------ | ------------ | ------------ | ----------------- |
|                                         |                    | Pⓘ           |              |              | i            |                   |